# 데니스 대처

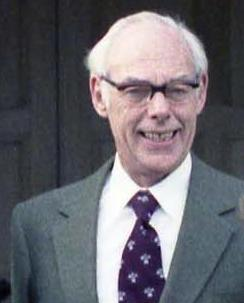
데니스 대처 (1984년)

데니스 대처 경(영어: Sir. Denis Thatcher, 1915년 5월 10일~ 2003년 6월 26일)은 영국의 총리 마거릿 대처의 남편이다.
런던에서 태어나고 자랐으며, 1942년에 마거릿 도리스 켐슨이라는 여성과 결혼하였으나 이혼하였다. 1951년 12월 13일 마거릿 로버츠와 결혼해 이란성 쌍둥이 남매 캐롤 대처와 마크 대처를 낳았다.
그는 열정적이고 자기주장이 강한 아내 마거릿 대처를 적극지지해 주었으며, 그녀가 총리 재임기가 있는 동안 평생의 후원자가 되주었다. 2003년 6월 26일 88세를 일기로 사망하였다.